# Свен Геґлунд
Свен Геґлунд (швед. Sven Höglund, 23 жовтня 1910 — 21 серпня 1995) — шведський велогонщик.
Бронзовий призер Олімпійських Ігор 1932 року в командній шосейній гонці.